# Spencer Rochfort
Spencer D'Oyly Rochfort (Fort Worth (Texas), 9 december 1966) is een Amerikaans/Canadees acteur.

## Biografie
Rochfort is geboren in Fort Worth (Texas), maar groeide op in Vancouver Canada en bezit nu beide nationaliteiten.
Rochfort begon in 1989 met acteren in de televisieserie Danger Bay. Hierna heeft hij nog meerdere rollen gespeeld in televisieseries en films zoals 21 Jump Street (1989), Falling Down (1993), Acapulco H.E.A.T. (1993-1994), Beverly Hills, 90210 (1998), Baywatch (1992-1999) en Little Men (1998-1999).  

## Filmografie

### Films
Uitgezonderd korte films.
- 2007 A Decent Proposal – als Nick Marsh
- 2006 Truth – als rechercheur Roy Moloney
- 1998 Operation Delta Force 2: Mayday – als Hutch
- 1997 Motel Blue – als Steven Butler
- 1995 John Kirby… Time Warrior: Chapter 2, the Human Pets – als Lord Henry
- 1995 Josh Kirby… Time Warrior: Chapter 1, Planet of the Dino-Knights – als Lord Henry
- 1994 Saved by the Bell: Wedding in Las Vegas – als Curt Martin
- 1993 Falling Down – als tweede homoseksuele man
- 1993 Kiss of a Killer – als jongere man
- 1990 Sylvan Lake Summer – als Troy
- 1990 Ski School – als Derek Stevens

### Televisieseries
Uitgezonderd eenmalige gastrollen.
- 1998 – 1999 Little Men – als Nicolas Riley – 26 afl.
- 1998 Beverly Hills, 90210 – als Johnny – 2 afl.
- 1993 - 1994 Acapulco H.E.A.T. – als Brett – 22 afl.

- International Standard Name Identifier: 0000 0001 1917 2871
- Library of Congress Control Number: no2011063962
- Virtual International Authority File: 170357475
- WorldCat: E39PBJqBmGjgMhc4f4RYrYDpfq